# Les Salines (Sant Pere de Torelló)
Les Salines és una masia de Sant Pere de Torelló (Osona) protegida com a Bé Cultural d'Interès Local.

## Descripció
Les Salines és un mas del terme de Sant Andreu de la Vola i proper al terme de l'Esquirol. La casa té les parets de pedra i al seu costat una cabana amb una volta. Ambdues construccions tenen coberta de teula ceràmica a dues vessants.

## Història
Consta al cens de Sant Andreu de la Vola de 1780. El seu topònim fa referència a un lloc on hi havia o es guardava la sal.